# Kiusta
Kiusta, nekadašnji grad Haida Indijanaca na N. W. obali otoka Moresby, Otočje Kraljice Charlotte, Britanska Kolumbija, Kanada. Bio je u vlasništvu obitelji Stustas iz klana Eagle. Moguće je da je grad koji je u popisu Johna Worka naveden kao "Lu-lan-na", s 20 kuća i 296 stanovnika 1836. – '40. godine, uključivao ovo mjesto i susjedni grad Yaku. Stariji ljudi se sjećali su se da je 9 kuća stajalo u njemu i 8 u Yaku. Nakon što se stanovništvo Kiusta znatno smanjilo, ostatak je otišao u Kung, na Naden Harbouru.